# Tsuneo Suzuki
Pour les articles homonymes, voir Suzuki (homonymie).
Tsuneo Suzuki (鈴木 恒夫, Suzuki Tsuneo) est un homme politique japonais né le 10 février 1941 à Yokohama. Membre du Parti libéral-démocrate, il est ministre de l'Éducation, de la Culture, des Sports, des Sciences et de la Technologie du 2 août 2008 au 24 septembre 2008.

## Biographie
Tsuneo Suzuki naît à Yokohama. Il est admis à l'université Waseda, où il s'inscrit à la faculté de science politique et d'économie. Il y obtient son diplôme en 1963. 
Il est élu pour la première fois en 1986, après une première tentative ratée en 1983. Il était alors membre du Club des Nouveaux Libéraux.